# ساروجينى نايدو
ساروجينى نايدو ولدت في حيدر أباد، الهند وهي الابنة البكر للعالم والفيلسوف، والمربى Aghornath Chattopadhyaya، وبردى سونداري ديفي، وهي شاعرة. كان والدها مؤسس كلية نزام، وأيضا أول عضو في المؤتمر الوطني الهندي في حيدر أباد مع صديقه الملا عبد القيوم. في وقت لاحق كان قد اقيل من منصبه كرئيسي ونفي انتقاما لأنشطته السياسية.

## نشأتها
ولدت «ساروجيني نايدو» في حيدر آباد في الثالث عشر من شباط 1879 في عائلة بنغالية مما يفسر انخراطها في مقاومة المستعمر بعد تقسيم البنغال وقد قُبلت في جامعة مدراس وهناك قابلت زوجها نايدو الذي كان ينتمى إلى طبقة غير الطبقة التي تنتمى اليها ولما كانت تقاليد الهند تمنع مثل ذلك وترفضه أرسلها والدها لاستكمال دراستها في إنجلترا ولكنها عندما عادت تزوجت من الدكتور نايدو على غير رغبة عائلاتهما وكان ذلك بمثابة ثورة على التقاليد الهندية التي تقف في وجه المرأة الهندية وتبهتها وتسلبها الكثير من حقها وكان ذلك أول نضال تخوضه ساروجينى نايدو وتفوز فيه.

## اهتماماتها
وقد نبغت ساروجينى نايدو في الشعر وصارت من كبار شعراء الهند وكان صالونها الأدبى يزخر بكثير من الساسة المرموقين في ذلك الوقت المناضلين ضد الاستعمار البريطانى والمطالبين الاستقلال أمثال طاغور وجواهر لال نهرو ومحمد على جناح وغيره الكثير.

## نضالها السياسي
في عام 1916 التقت بالمهاتما غاندي لتتغير مسيرة حياتها إلى الأبد وتدخل تاريخ بلادها لا كشاعرة فقط ولكن كمناضلة سياسية عظيمة ومحاربة من أجل حرية بلادها وحقوق شعبها ونسائها على وجه الخصوص.
وقد انضمت إلى حزب المؤتمر الوطني لتصبح فيما بعد أول رئيسة له وشاركت في كل الحركات والاعتصامات التي قادها غاندي ودخلت السجن عدة مرات ودارت في أرجاء بلادها لتوقظ شعبها وتدعو إلى تحرير المرأة واستعادة احترامها لنفسها وانتزاع حقوقها وجالت في جنوب وشرق أفريقيا وأمريكا لشرح قضيتها وحشد الدعم لها كما رافقت غاندي إلى لندن في المفاوضات الهندية البريطانية لتصبح عام 1947 بعد الاستقلال وحتى وفاتها أول حاكمة لولاية «اوتار برادش» الحالية.
ومما سبق يتضح جليا ما للمرأة الهندية من دور عظيم في مكافحة الاستعمار والثورة ضده ووقوفها جنبا إلى جنب مع المناضلين من الرجال للمطالبة بالحرية وقد تحملت في سبيل ذلك السجن والعنت من قبل المستعمر وكذلك من قبل أبناء وطنها الذين كثيرا ما شككوا في مقدرة المرأة الهندية واعتبروها كالمتاع المنقول الذي لا قيمه له وان كان من ثمة عائد أو فائدة استفادت بها الهند من الاستعمار البريطانى فإنه يكمن في ابرازه للمرأة الهندية وفي دورها العظيم.
ابصرت ساروجينى نايدو أو ساروجيني النور في شهر فبراير 13, 1879، حيدر أباد وفي 2 من شهر مارس، 1949، لكناو)، والمعروفة أيضا من قبل بلقب بهاراتيا Kokila (والعندليب من الهند)، وكانت طفلة عبقرية، مناضلة في سبيل الحرية، وشاعرة. نايدو كانت أول امرأة هندية تصبح رئيس المؤتمر الوطني الهندي، وأول امرأة تصبح الحاكم في ولاية اوتار براديش.
كانت نشطة في حركة الاستقلال الهندي، وانضمت إلى المهاتما غاندي في آذار / مارس، ومن ثم قادت ساتياغراها بعد اعتقال غاندي، وعباس Tyabji، وكاستوربا غاندي.
و قد نجحت في الامتحان التوجيهي من جامعة مدراس في الثانية عشرة من العمر، وكانت الأولى في الرئاسة الأولى بأكملها. ومنذ عام 1891 حتي 1894 أخذت اجازة من دراستها وشرعت في قراءة واسعة عن مختلف المواضيع. في عام 1895، في سن السادسة عشرة، سافرت إلى انكلترا لأول دراسة لها في كلية كينغز في لندن وبعد ذلك في كلية Girton، كمبريدج.
ساروجينى نايدو تعلمت أن تتكلم لغة الأوردو، والتيلوجو، والإنجليزية، والفارسية والبنغالية. وكان الشاعر المفضل لديها هو P.B شيلى.
انضمت إلى حركة استقلال الهند، في أعقاب تقسيم البنغال في عام 1905. وخلال 1903-17 خالطت غوبال كريشنا غوخالي، وطاغور، ومحمد علي جناح، وبيزيت، وحزب المحافظين راماسوامي إير، والمهاتما غاندي وجواهر لال نهرو.
و من عام 1915 حتي 1918 كانت تلقى محاضرات في جميع أنحاء الهند عن الرعاية الاجتماعية للشباب، وكرامة العمل، وتحرر المرأة والقومية. بعد اجتماع مع جواهر لال نهرو في عام 1916، قالت انها تناولت قضية العمال النيليين في شامباران. وفي عام 1925 تم انتخابها رئيسا للكونغرس، وهي أول امرأة هندية لتولي هذا المنصب.
في آذار / مارس 1919، اطلقت الحكومة البريطانية قانون Rowlatt الذي ينص ان حيازة وثائق تحرض على الفتنة يعتبر غير قانوني. موهانداس غاندي نظمت حركة مستقلة في الاحتجاج ونايدو كانت أول من انضم إلى هذه الحركة التي عملت الحكومة لقمعها.
و في تموز / يوليو 1919، نايدو أصبحت سفيرة القاعدة الرئيسية الجامعة 'ق لإنجلترا. في يوليو 1920 عادت إلى الهند ويوم 1 أغسطس، أعلن المهاتما غاندي الحركة المستقلة. وقي يناير من عام 1924، كانت واحدة من اثنين من مندوبي الهنودفي المؤتمر الوطني في شرق أفريقيا المؤتمر الهندي.
نايدو وصلت إلى نيويورك في تشرين الأول عام 1928، وأعربت عن قلقها ورفضها المعاملة غير العادلة من الأميركيين للافارقة والهنود الحمر. لدى عودتها إلى الهند أصبحت عضوا في لجنة العمل في الكونغرس.
في يناير 26، 1930أعلن المؤتمر الوطني استقلاله عن الامبراطورية البريطانية. وفي يوم 5 مايو، تم اعتقال المهاتما غاندي. واعتقلت نايدو بعد ذلك بقليل وظلت في السجن لعدة أشهر. وقد افرج عنها مع غاندي، في يناير 31، 1931. ولقد اعتقلوا مرة أخرى في وقت لاحق من ذلك العام. نايدو أفرج عنها بسبب سوء حالتها الصحية وغاندي افرج عنه في عام 1933. في عام 1931، شاركت في اجتماع المائدة المستديرة لمؤتمر القمة، جنبا إلى جنب مع غاندى والمثقف Malaviyaji. وفي 2 أكتوبر، 1942، ألقي القبض عليها خلال احتجاج «اتركوا الهند» وبقيت في السجن لمدة 21 شهرا مع غاندى. نايدو كانت لها علاقة حميمة مع المهاتما غاندي، بل انها كانت تناديه ب «ميكي ماوس».
في مؤتمر العلاقات الآسيوية في آذار / مارس 1947، ترأست نايدو اللجنة التوجيهية.
يوم 15 أغسطس، 1947، ومع استقلال الهند، أصبحت نايدو حاكمة المقاطعات المتحدة (حاليا ولاية اوتار براديش)، والهند، وهي أول امرأة تتولى منصب الحاكم وتوفيت في هذا المنصب إثر إصابتها بنوبة قلبية يوم 2 مارس، 1949.
في ال 17 من عمرها، كانت قد التقت الدكتور Muthyala Govindarajulu ووقعت في حبه. وبعد الانتهاء من دراستها في سن 19 عاما، تزوجت منه في وقت كان فيه الزواج بين الطوائف غير مسموحا مسموحا. وزواجها كان سعيدا للغاية. كانا متزوجين بقانون (1872)، في مدراس في العام 1898. وقد انجبوا 4 أطفال: Jayasurya و، بادماجا، و Randheer، وLeelamani. ابنتها بادماجا في وقت لاحق أصبحت حاكمة ولاية البنغال الغربية.
ساروجينى نايدو كان من المشهود لها مساهمتها في الشعر. كان لشعرها كلمات جميلة والتي يمكن أن تكون أيضا سونغ. في عام 1905، تم نشر المجلد الأول من مجموعتها من القصائد The Golden Threshold. وكان أكثر اثنين نشرتا: The Bird of Time (1912) The Broken Wing في (1917). في وقت لاحق، نشرت لها القصائد Wizard Mask and A Treasury وA Treasury. في عام 1961 نشرت ابنتها، بادماجا مجموعة من قصائدها لم تنشر من قبل تحت عنوان، ' The Feather of the Dawn. 0}
- العتبة الذهبية (1905)
- طيور من الوقت: أغاني الحياة والموت والربيع (1912)
- الجناح المكسور: أغاني الحب، والموت والربيع (1917)
- والناي Sceptred : أغاني الهند (1928)
- الريشة من الفجر (1961)
- هدية من الهند

نايدو كتبت ما يلي:
: هل الأمل منتشر حيث تسود الكراهية الصاخبة،
فتحب الحلو تزدهر أو أحلام عالية لها مكان
وسط جلبة الصراع reverberant
'Twixt العقائد القديمة،' twixt السباق وسباق القديمة، :::: المريخ والقبر أغراض سعيدة في الحياة، ::::: دون ترك أي ملاذ حفظ الوجه مساندي خاصتك؟'
وتقول نايدو، «عندما يكون هناك ظلم، احترام الذات يظهر في شيء وحيد هو أن يسمون ويقولون يجب وقف هذا اليوم، لأن حقي هو العدالة.» نايدو تضيف قائلة: «إذا كنت أقوى، فيجب عليك مساعدة صبياضعيف أو فتاة ضعيفة على حد سواء في اللعب وفي العمل».'
- العائلات السياسية في العالم
- Dharasana ساتياغراها
- حركة عدم التعاون
- حركة الاقلاع في الهند
- الملح ساتياغراها

## ساروجيني والإسلام
تقول ساروجيني عن الإسلام رغم إنها هندوسية: «لقد دعى الإسلام قبل اليوم بثلاثة عشر قرناً إلى المساواة والإخوة، وقد أسس الإسلام أول جمهورية كان القانون الإلهي رائدها، الفقير والغني سواء فيها، ولا شك مطلقاً أنه يأتي يوم يبتلع الإسلام فيه كل الأديان!».

## وصلات خارجية
- ساروجينى نايدو على موقع IMDb (الإنجليزية)
- ساروجينى نايدو على موقع الموسوعة البريطانية (الإنجليزية)
- ساروجينى نايدو على موقع مونزينجر (الألمانية)
- ساروجينى نايدو على موقع ميوزك برينز (الإنجليزية)
- ساروجينى نايدو على موقع أول ميوزيك (الإنجليزية)
- ساروجينى نايدو على موقع ديسكوغز (الإنجليزية)

- انظر الصور على العموم: المشاعات: عنوان ساروجينى نايدو
- مؤلفات Sarojini Naidu في مشروع غوتنبرغ
- سيرة وقصائد من ساروجينى نايدو
- رسالة كتبتها ساروجينى نايدو
- سيرة ساروجينى نايدو  نسخة محفوظة 24 يونيو 2012 على موقع واي باك مشين.
- سيرة Aghornath Chattopadhyaya  نسخة محفوظة 15 مارس 2009 على موقع واي باك مشين.

قالب:Indian National Congress Presidents
قالب:Indian independence movement